# Helgoland-Klasse (1966)
Die zweite Helgoland-Klasse in der Geschichte der Deutschen Marinen ist eine Bauserie von zwei Bergungsschleppern der Klasse 720.

## Entwurf
Der Rumpf ist in Maierform mit Eisverstärkung (finnische Eisklasse 1A) gebaut und in neun wasserdichte Abteilungen unterteilt. Die Aufbauten sind aus Leichtmetall. Die Schiffe haben ABC-Schutz, magnetischen Eigenschutz und für die Fahrt in Eisgebieten im vorderen Mast ein geschlossenes Krähennest. Das Einsatzgebiet ist unbegrenzt.
Bauwerft war die Schiffbaugesellschaft Unterweser AG (Baunummern 442 und 451) in Bremerhaven.

## Ausrüstung
- Eine Schleppeinrichtung mit einem Pfahlzug von 36 tbp
- Ein 8-t-Ladebaum
- Eine Taucherhilfshebeeinrichtung
- Eine Dekompressionskammer
- Zwei Motorarbeitsboote für jeweils 20 Personen und mit Taucherplattform
- Ein elektrisches Unterwasser-Schweißgerät
- Ein Bergungsluftverdichter
- Zwei Fremdlenzpumpen mit einer Förderleistung von je 1.000 m³/h
- Vier Feuerlöschmonitore mit je 100 m³/h
- Diverse Werkstätten
- Ein hochauflösendes Sonar zur Wracksuche
- Bewaffnung
  - Eine Breda 40mm/L70 Doppellafette auf der Back (zunächst kokoniert [eingemottet][1] und später ausgebaut)
  - Zwei seitliche Wurfstellen zur Verlegung von Seeminen

## Einheiten
- 720/01 Helgoland (1966–2002)

Nach der Indienststellung am 8. März 1966 gehörte die Helgoland zum 2. Versorgungsgeschwader (ab April 1997 Trossgeschwader) und war im Marinestützpunkt Wilhelmshaven stationiert. Am 19. Dezember 1997 wurde sie außer Dienst gestellt und 1998 an die Uruguayische Marine verkauft. Dort ist das Schiff als ROU 22 Oyarvide im Einsatz.
- 720/02 Fehmarn (seit 1967)

Die Fehmarn wurde am 1. Februar 1967 in Dienst gestellt und gehörte zunächst auch zum 2. Versorgungsgeschwader.  Mit der Außerdienststellung am 12. September 1968 von der Reserveflottille übernommen, wurde die Fehmarn bereits am 15. Juli 1969 wieder für das 1. Versorgungsgeschwader reaktiviert und war danach überwiegend als Sicherungsschiff für das Ubootlehrgruppe im Einsatz.
Nach der Umwandlung in das Ausbildungszentrum Uboote wechselte der Heimathafen 1989 von Neustadt in Holstein nach Olpenitz und war seit November 2005 ist die Fehmarn in Kiel stationiert. Seit April 1997 war sie dem Trossgeschwader unterstellt. Am 11. Dezember 2024 wurde die Fehmarn nach 57 Jahren außer Dienst gestellt.
Obwohl als zweite Einheit in Dienst gestellt, bezeichnet die Deutsche Marine heute, vermutlich weil die Fehmarn deutlich länger in Dienst war, die beiden Schiffe als Fehmarn-Klasse (720).